# 3967 Shekhtelia
3967 Shekhtelia este un asteroid din centura principală, descoperit pe 16 decembrie 1976 de Liudmila Cernîh.